# Harold Elmer Anthony
Harold Elmer Anthony (ur. 5 kwietnia 1890 w Beaverton, w Oregonie; zm. 29 marca 1970 w Paradise, w Kalifornii) – amerykański zoolog, teriolog.

## Życiorys
Harold Elmer Anthony urodził się jako syn ornitologa Alfreda Webstera Anthony. Studiował w Pacific University w Forrest Grove (Oregon), oraz w Uniwersytecie Columbia. Doktorat zdobył w rodzimym Pacific University (1934). Współpracę z amerykańskim Amerykańskim Muzeum Historii Naturalnej rozpoczął w 1910 od udziału w wyprawie do Kalifornii badającej albatrosy. Zatrudniony został przez muzeum w 1911: początkowo asystent kuratora dz. ssaków, później kurator (1926–1958); przewodniczący Departamentu Ssaków (1942–1958); honorowy kurator Departamentu Konserwacji i Ekologii (1953–1956); Dziekan kadry naukowej (1942–1947, 1951–1952, 1955–1956); kurator Laboratorium (1958–1966).
Specjalizował się w ssakach zachodniego Hampshire. Podczas I wojny światowej zaciągnął się do wojska w Plattsburghu (stan Nowy Jork). W 1918 otrzymał stopień kapitana.
W latach 1910–1936 uczestniczył w licznych ekspedycjach naukowych do Ameryki Środkowej i zachodnich Indii. Podczas wypraw powiększał muzealne zbiory o egzemplarze kopalnych gatunków. Jego kreatywność była motorem do wielu nowych inicjatyw i rozwiązań w muzeum: sala północnoamerykańskich ssaków, sala ssaków afrykańskich, sala ssaków południowoazjatyckich.
Opublikował ponad 50 pozycji z zakresu mammologii i paleontologii, był członkiem i szefem wielu rozlicznych towarzystw naukowych – ornitologicznych i mammologicznych. W latach 1935–1937 był przewodniczącym Amerykańskiego Muzeum Historii Naturalnej (American Museum of Natural History). Jego pozycja "Field book of North American mammals" była przez ponad 25 lat niedoścignionym wzorem.
Publikacje:
- Harold Elmer Anthony: Field book of North American mammals; descriptions of every mammal known north of the Rio Grande, together with brief accounts of habits, geographical ranges, etc.

- Harold E. Anthony: The capture and preservation of small mammals for study (Guide leaflet – ; no. 61). Nowy Jork, American Museum of Natural History, 1931. Brak numerów stron w książce